# آرام‌سازی ترافیک

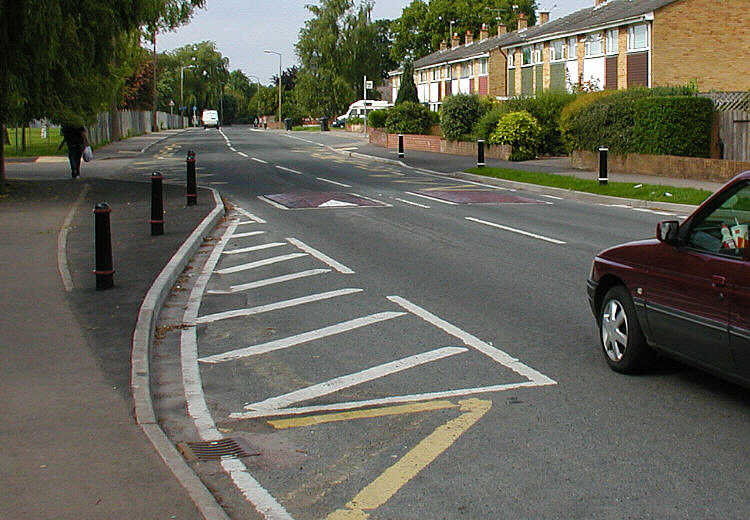
دو اقدام آرام‌کننده ترافیک در جاده‌ای در انگلستان: دست‌انداز (دو پد قرمز رنگ در جاده) و گشادسازی و بزرگ‌سازی پیاده‌رو (که با تیرهای سیاه و خطوط راه راه‌های سفید مشخص شده‌اند)

آرام سازی ترافیک (به انگلیسی:Traffic calming) از طراحی فیزیکی و سایر اقدامات برای بهبود ایمنی رانندگان، عابران پیاده و دوچرخه سواران استفاده می‌کند. این عمل به ابزاری برای مبارزه با سرعت غیرمجاز و سایر رفتارهای ناایمن رانندگان در محله‌ها تبدیل شده‌است. هدف آن تشویق رانندگی ایمن تر، مسئولیت پذیرتر و کاهش بالقوه جریان ترافیک است. برنامه ریزان شهری و مهندسان ترافیک راهبردهای زیادی برای آرام کردن ترافیک دارند، از جمله جاده‌های باریک و ایجاد دست انداز. چنین اقداماتی در استرالیا و اروپا (به ویژه اروپای شمالی) رایج است، اما در آمریکای شمالی کمتر استفاده می‌شود.

## نگارخانه

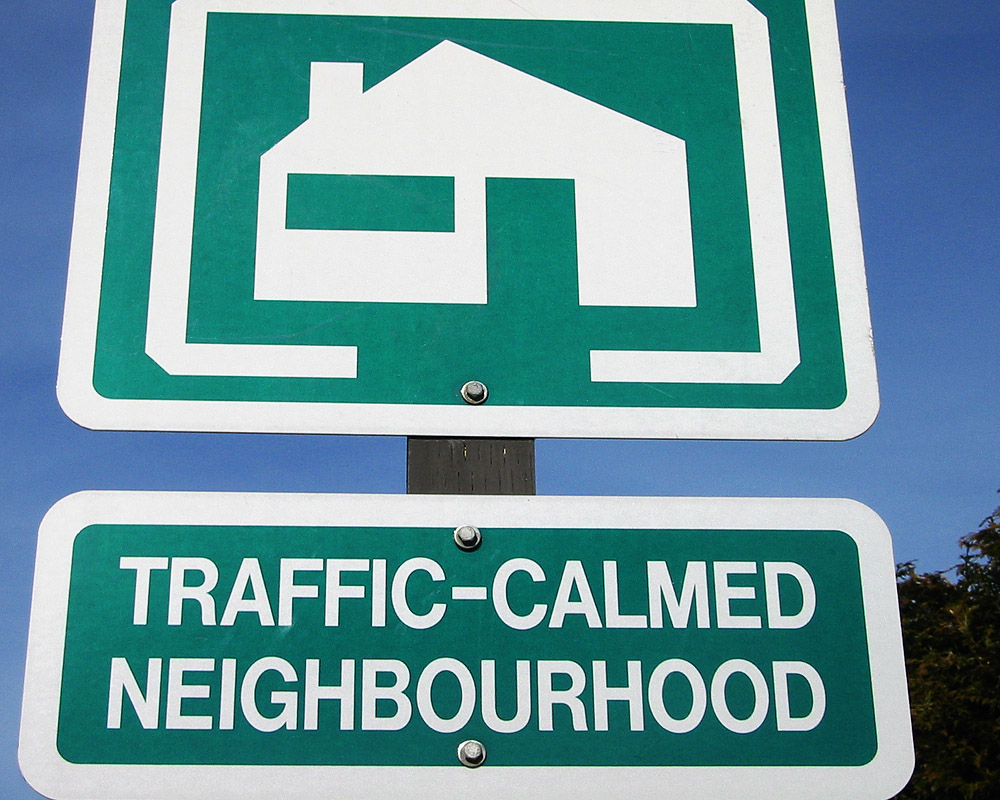
تابلویی که نشان می‌دهد یک راننده در حال نزدیک شدن به دستگاه‌های آرام کننده ترافیک است.
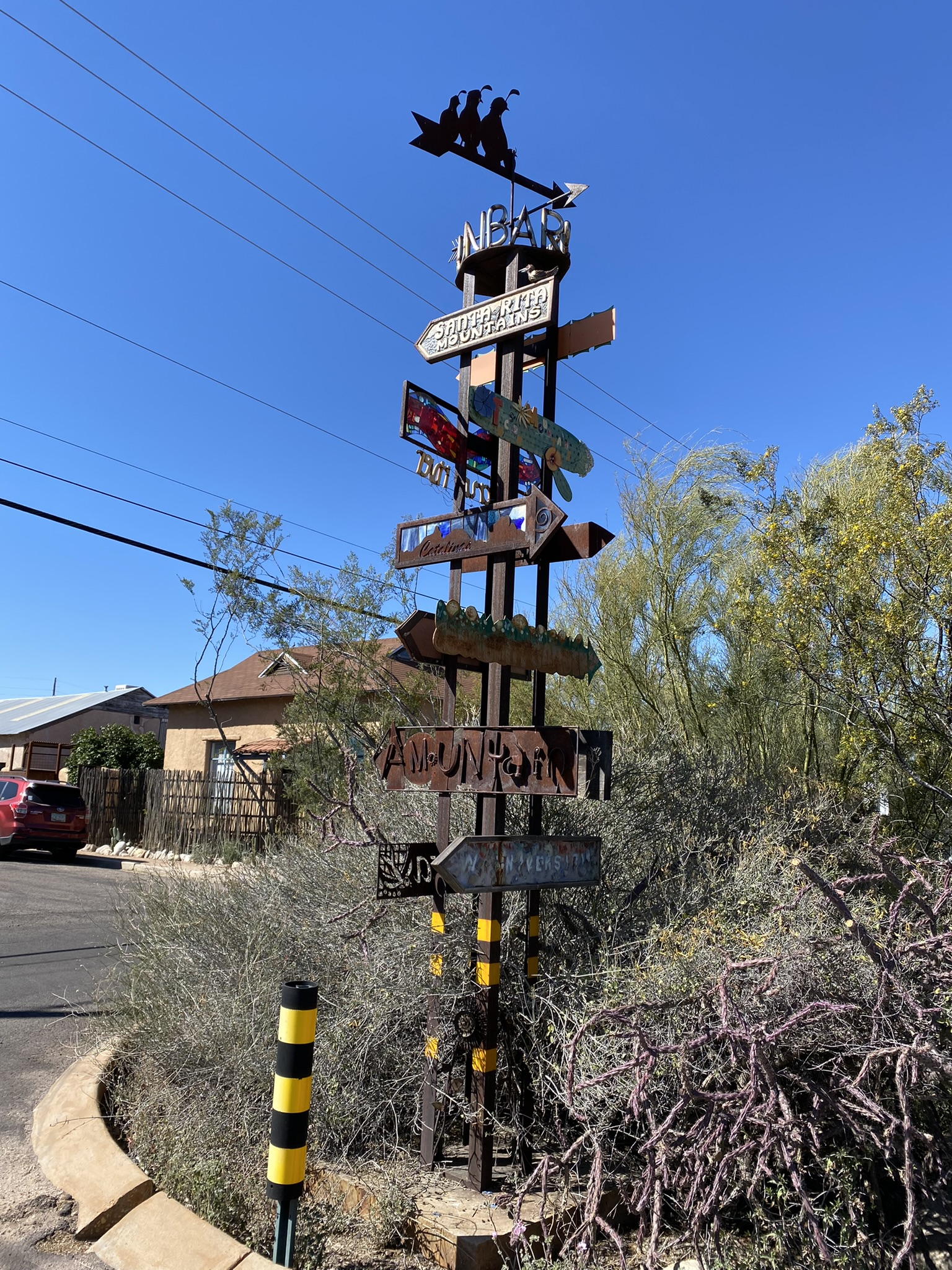
فلکه‌ای آرام‌ساز ترافیک و زیرساخت‌های جمع‌آوری آب باران در توسان، آریزونا
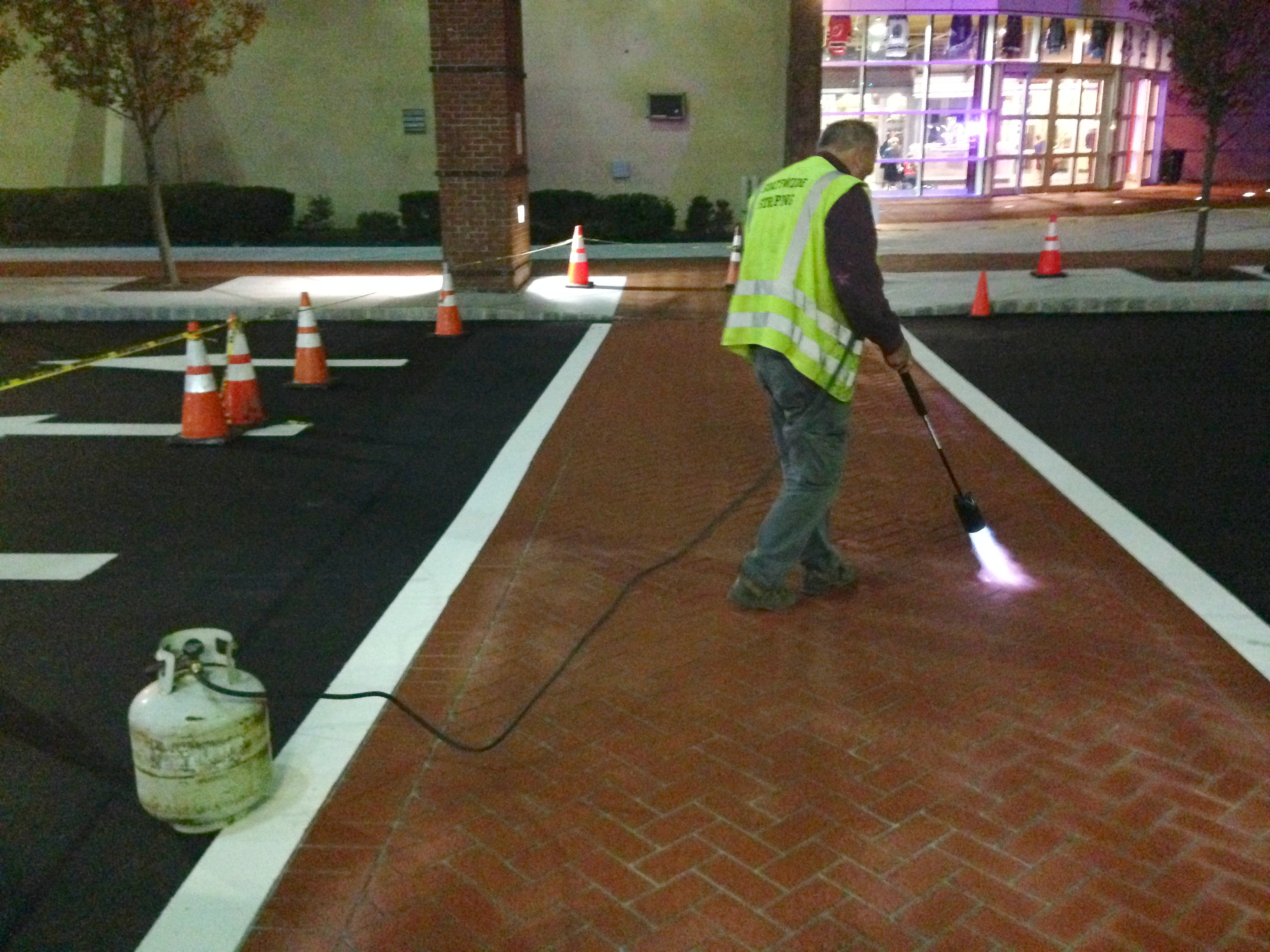
ساخت روکش سیمانی پلیمری برای تغییر بافت و رنگ آسفالت به آجری برای نشان دادن گذرگاه عابر پیاده پرتردد.
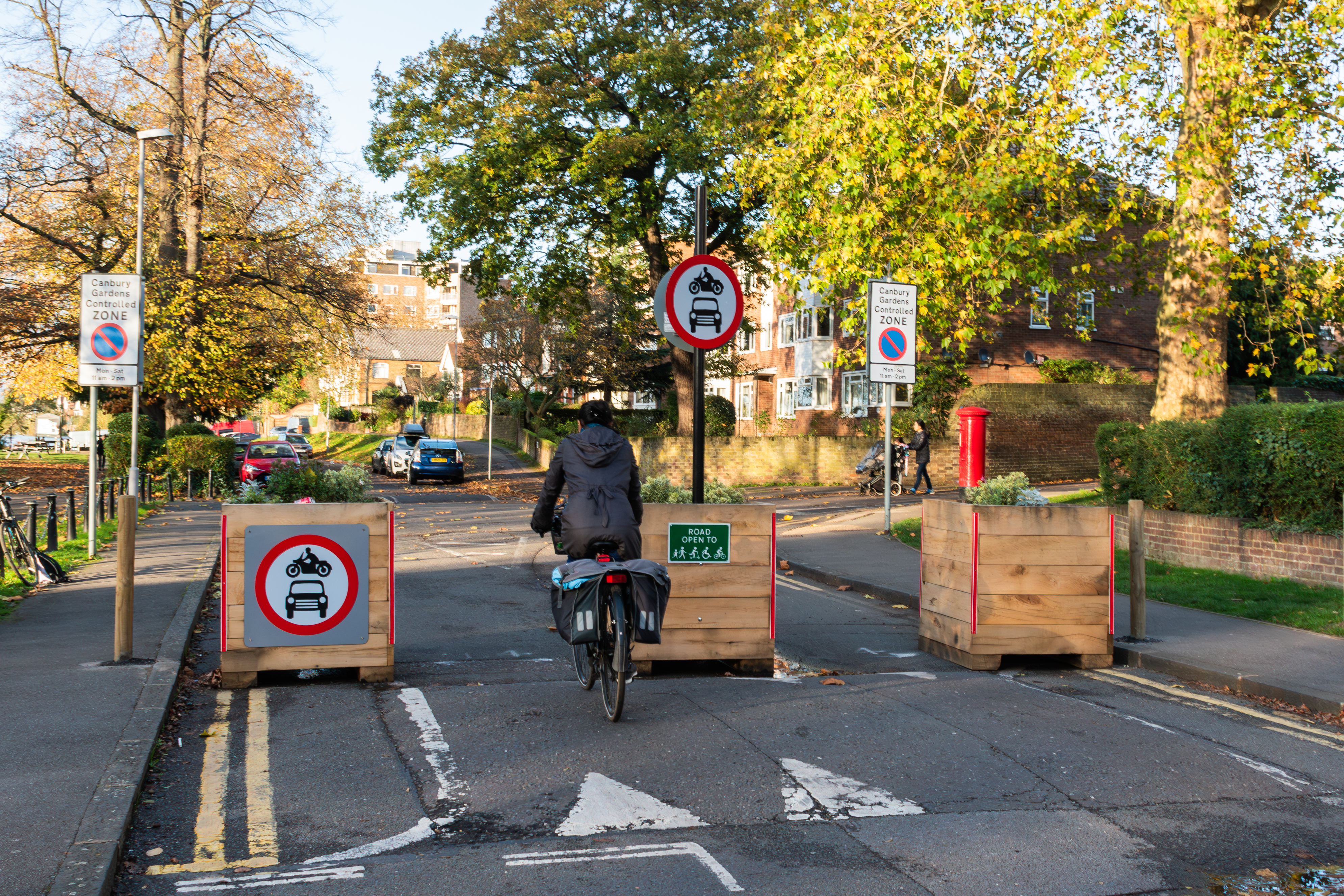
فیلتر مودال به عنوان بخشی از آزمایشی LTN در کینگستون، لندن
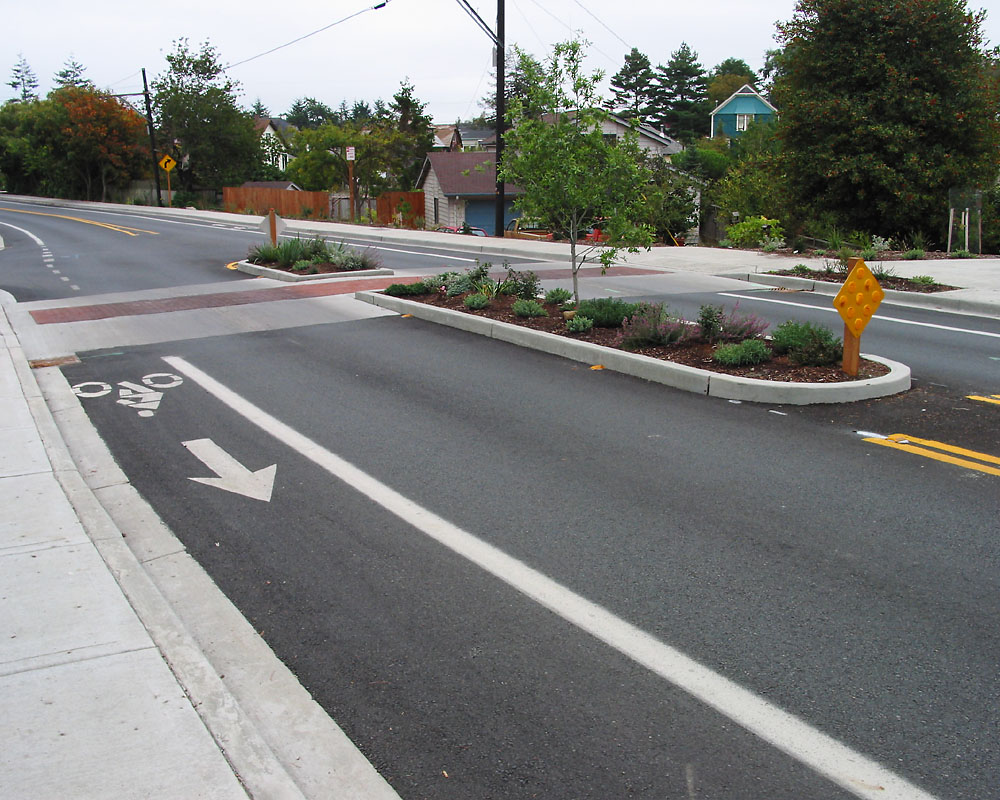
جزیرک ایمنی میانی عابر با گذرگاه عابر پیاده در بلوک میانی برجسته
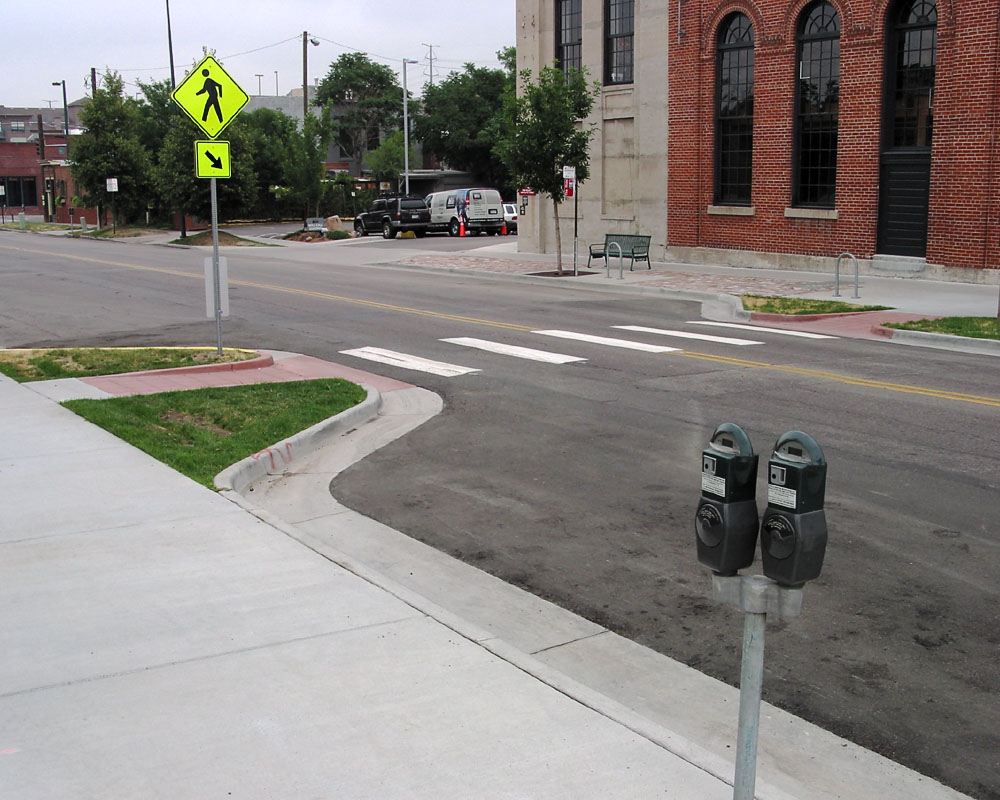
گسترش محدودیت در یک گذرگاه عابر پیاده در بلوک میانی
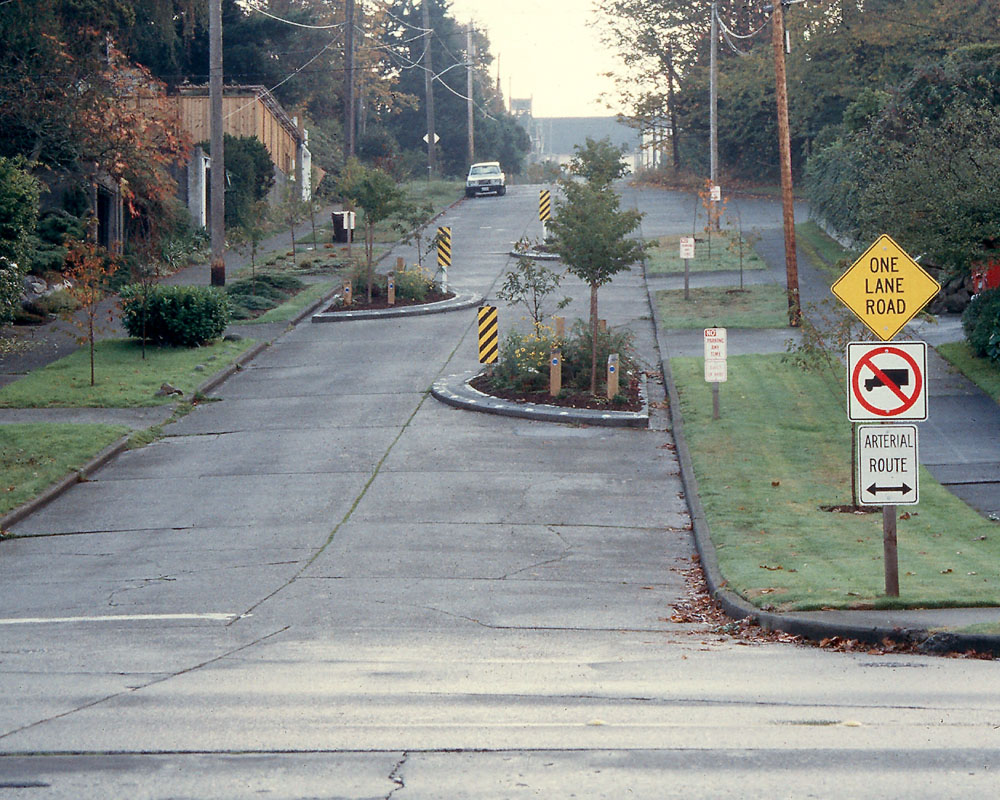
مانعی در یک جاده یک خطه
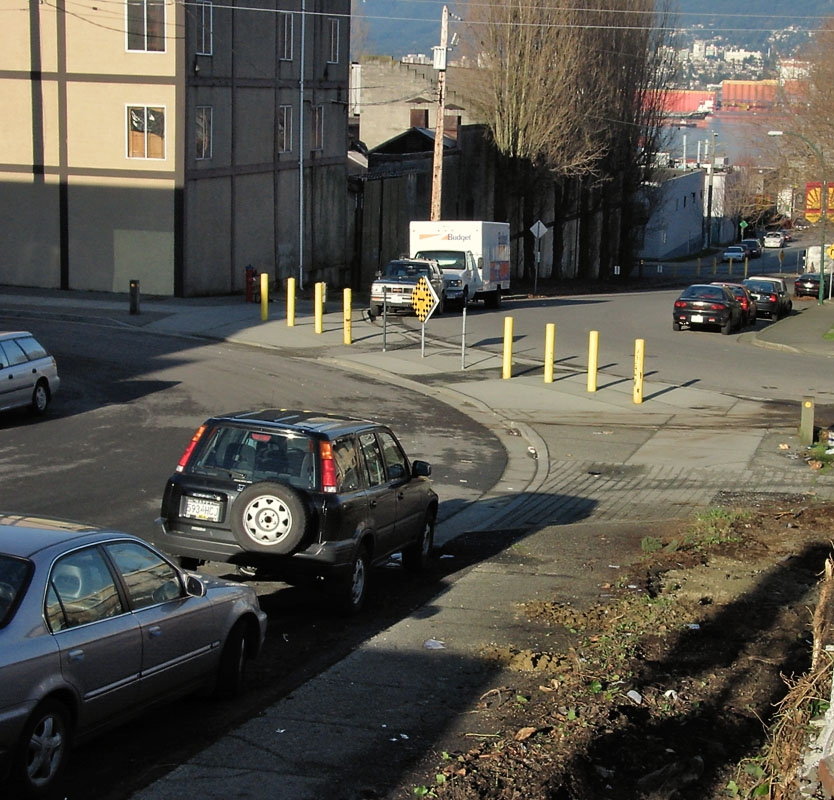
یک منحرف‌گر یک چهارراه را با دو پیچ جایگزین می‌کند و وسایل نقلیه موتوری را مجبور به چرخش می‌کند
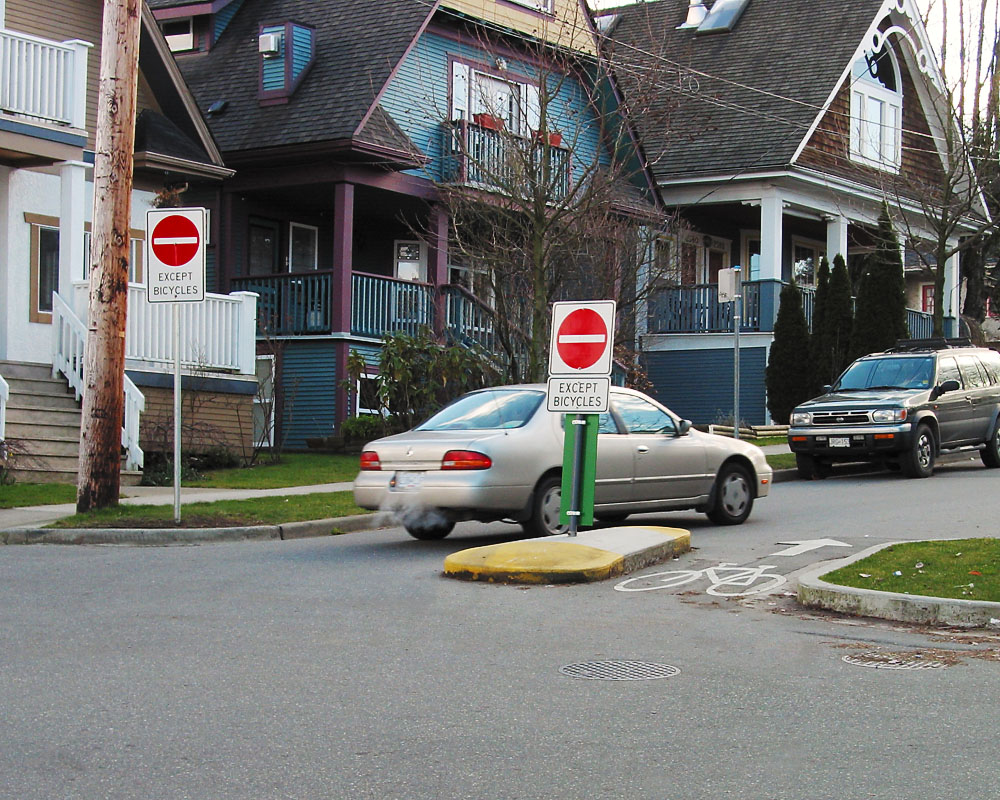
یک رانند کهه به بسته شدن خیابان جهتی توجه نمی‌کند
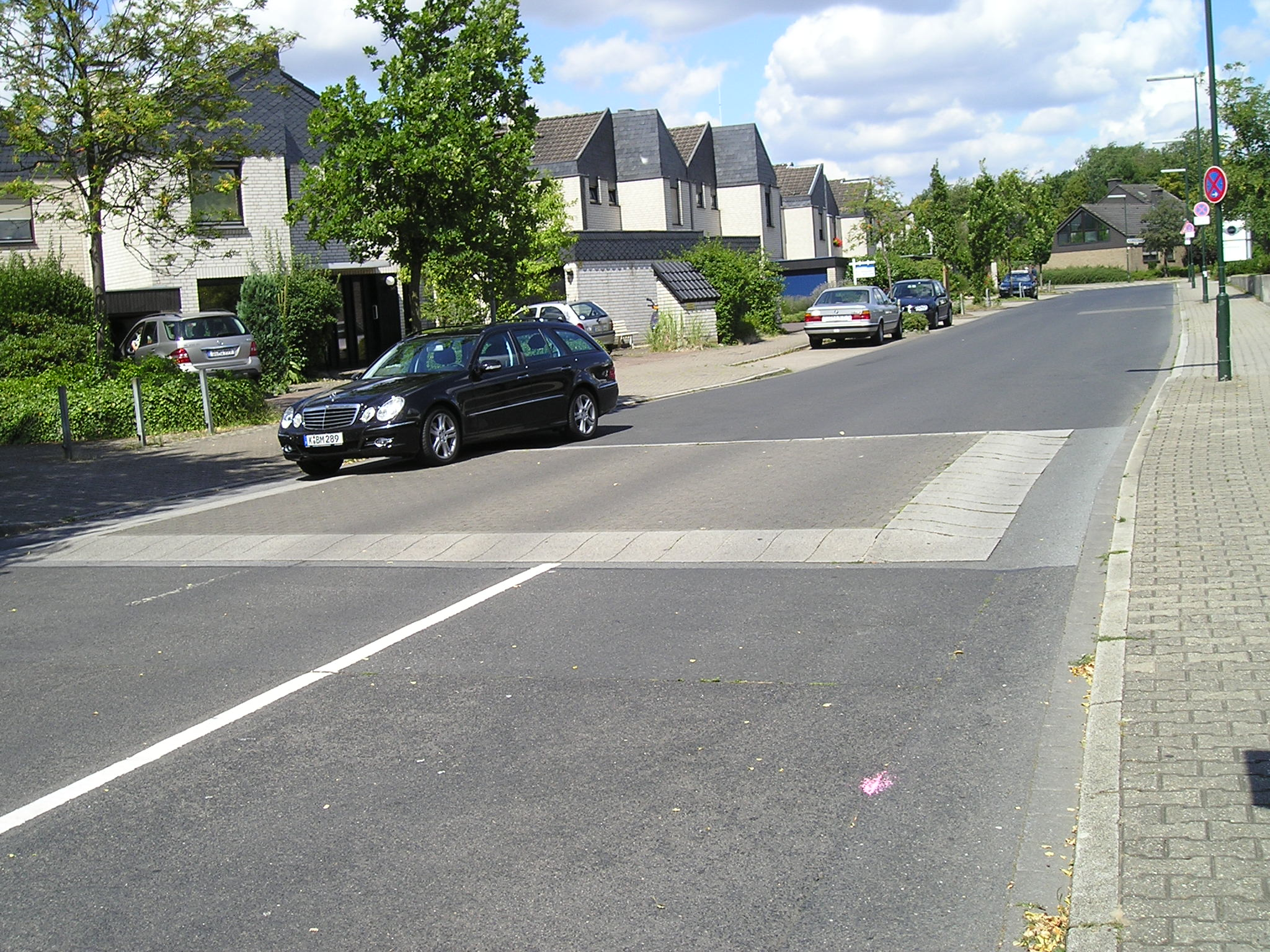
یک جدول دست‌انداز (نسبتا گسترده).
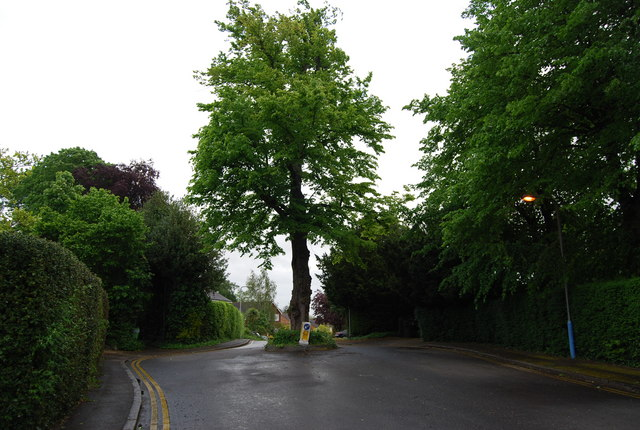
درختی که برای کاهش سرعت رانندگان خودرو استفاده می‌شود
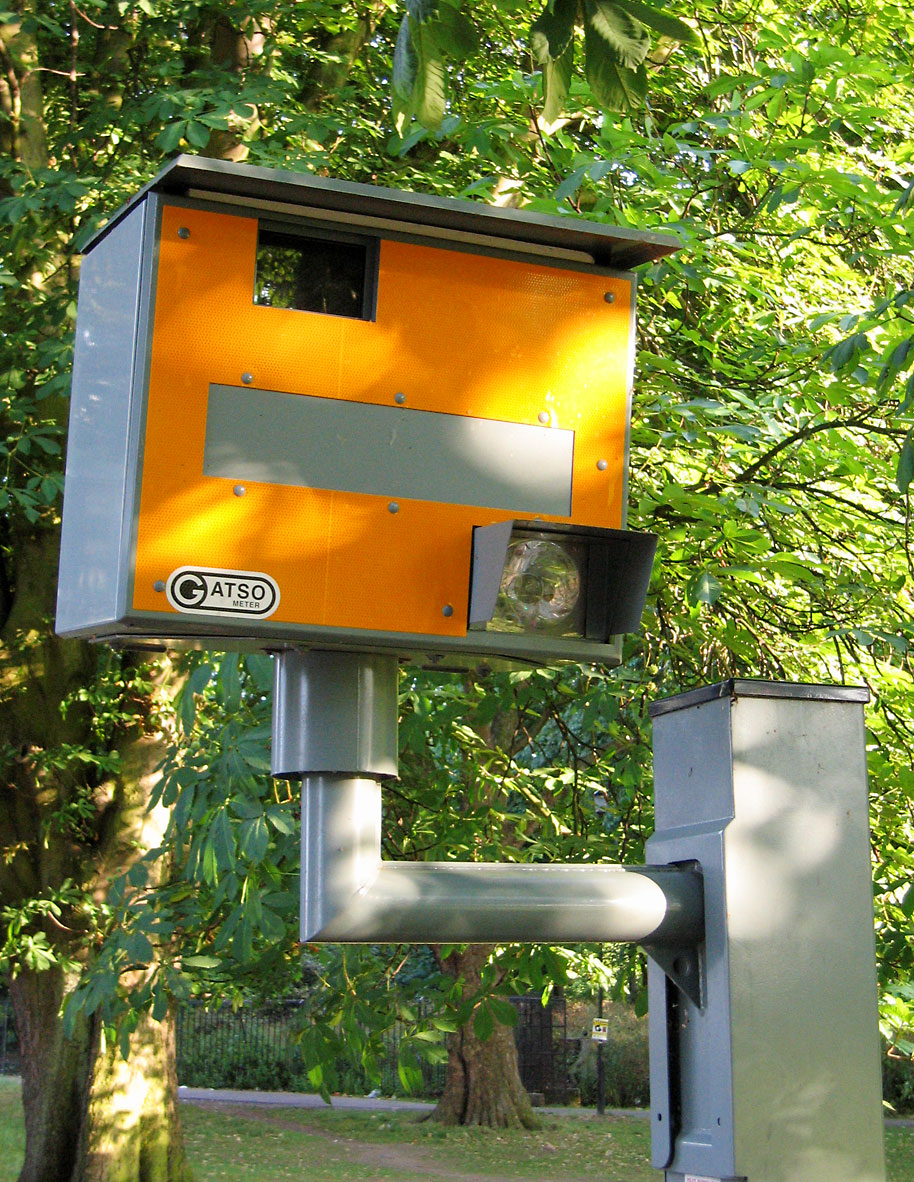
دوربین ثبت نخلف
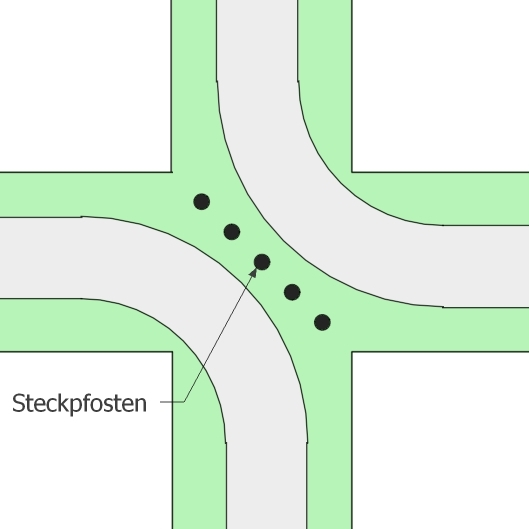